# Meurtre par procuration (film, 1964)
Pour les articles homonymes, voir Meurtre par procuration.
Pour plus de détails, voir Fiche technique et Distribution.
Meurtre par procuration (Nightmare) est un thriller de la Hammer Film Productions réalisé par Freddie Francis et sorti en 1964.

## Synopsis
Janet (Jennie Linden) est une jeune étudiante vivant dans un pensionnat. Ayant été témoin, étant enfant, du meurtre de son père par sa mère, elle est sujette à de nombreux cauchemars. Comme cela ne cesse pas, elle est envoyée au domicile de son tuteur, l'avocat Henry Baxter (David Knight). Celui-ci lui assigne une infirmière, Grace Maddox (Moira Redmond). Janet recommence à avoir des cauchemars où, cette fois, elle voit une femme avec une cicatrice portant un gâteau d'anniversaire. Au cours des nuits suivantes, les cauchemars empirent et sont loin de diminuer. 
Enfin, le tuteur ramène sa femme à la maison. Janet ne l'avait jamais vue auparavant. Elle la rencontre pour la première fois à l'occasion de la fête de son anniversaire et s'aperçoit, avec stupéfaction, qu'il s'agit de la femme apparaissant dans ses cauchemars. Devenue folle, Janet la tue avec un couteau - de la même façon que sa mère a tué son père. Arrêtée, elle est internée dans un asile. 
Après son départ, Baxter et Grace célèbrent la perte de Janet. C'était Grace, l'infirmière, qui, déguisée en la femme de Baxter, était la cause des cauchemars de Janet. Maintenant, ils vont pouvoir se marier et hériter de la fortune de la victime. Pourtant, tout commence bientôt à aller mal dans le couple. Grace commence à avoir des hallucinations à son tour et accuse Baxter de lui faire le même coup qu'à Janet. Elle apprend que Janet s'est échappée de l'asile où on l'avait enfermée et que Baxter ne l'a pas avertie. Elle prend son amant en grippe et l'accuse de cacher Janet dans la maison. Elle finit par le poignarder, croyant qu'il concoctait son assassinat. Elle veut faire passer le meurtre sur le dos de Janet, qu'elle croit cachée dans la maison, mais elle s'aperçoit un peu tard que Janet est toujours internée. Elle s'est fait prendre au piège par les serviteurs de la maison qui voulaient venger Janet. Au moment où l'un d'eux appelle la police, Grace devient vraiment folle.

## Fiche technique
- Titre : Meurtre par procuration
- Titre original : Nightmare
- Réalisation : Freddie Francis
- Scénario : Jimmy Sangster
- Photographie : John Wilcox
- Son : Ken Rawkins
- Musique : Don Banks
- Montage : James Needs
- Production: Jimmy Sangster
- Société de production : Universal
- Pays d'origine : Royaume-Uni
- Procédé : Noir et Blanc
- Langue : Anglais
- Genre : Thriller
- Durée : 83 minutes
- Dates de sortie :   
  -  Royaume-Uni : 19 avril 1964
  -  États-Unis : 17 juin 1964

## Distribution
- David Knight : Henry Baxter
- Moira Redmond : Grace Maddox
- Jennie Linden : Janet
- Brenda Bruce : Mary Lewis
- George A. Cooper : John
- Clytie Jessop : la dame en blanc
- Irene Richmond : Mme Gibbs
- John Welsh : le docteur
- Elizabeth Dear : Janet jeune

## Autour du film
- Jennie Linden était le onzième choix dans la liste pour interpréter le rôle de Janet. Elle a dû remplacer une autre actrice qui avait abandonné le rôle pour jouer dans un autre film.
- Il s'agit du dernier film de l'acteur américain David Knight qui décide ensuite de se consacrer exclusivement au théâtre.